# Maradékos osztás
A maradékos osztás egy matematikai művelet.
Az egész számok körében az osztás nem mindig végezhető el. Ha elvégezhető, akkor az a egész osztható a b egésszel.
Ha az a egész nem osztható a b egésszel, akkor az egész számok körében maradék képződik; az osztás nem fejezhető be. A maradékos osztás, más néven bennfoglalás eredménye nemcsak a hányados, hanem a maradék is.
Bármely két pozitív egész szám közül a nagyobbikat el tudjuk osztani a kisebbel úgy, hogy az osztási maradék kevesebb legyen, mint a kisebbik szám.

## Formális leírása
Tetszőleges a és b ≠ 0 egész számokhoz léteznek olyan egyértelműen meghatározott q és r egész számok, melyekre
{\displaystyle a=b\cdot q+r\ }
és 0 ≤ r < |b|
Itt q-t a és b hányadosának, r-t pedig az osztás maradékának nevezzük. Magának az eljárásnak, amelynek során a és b alapján q-t és r-et meghatározzuk, a-nak b-vel való maradékos osztása a neve.

### Az egyértelműség bizonyítása
Indirekt módon bizonyíthatunk. Tegyük fel, hogy valamely a és b számokra nem teljesül, azaz találunk {\displaystyle q_{1},q_{2},r_{1},r_{2}} számokat, amikre
{\displaystyle a=bq_{1}+r_{1}} és
{\displaystyle a=bq_{2}+r_{2}}
teljesül egyszerre. A két egyenlet különbségét véve kapjuk, hogy
{\displaystyle 0=b(q_{1}-q_{2})+(r_{1}-r_{2})}
Átrendezve:
{\displaystyle (r_{2}-r_{1})=b(q_{1}-q_{2})}.
Mivel pedig a maradékok kisebbek, mint b, a különbségüknek csak akkor lehet osztója, ha az nulla, így {\displaystyle r_{1}=r_{2}}. Így pedig kapjuk, hogy a hányadosok különbsége is nulla, azaz {\displaystyle q_{1}=q_{2}}.

### Geometriai értelmezése
Ha adott egy {\displaystyle a} és egy {\displaystyle b} hosszúságú szakasz, akkor a maradékos osztás hányadosa az a szám, ahányszor a kisebbik szakasz a nagyobbikra felmérhető, míg a maradék a fennmaradó szakasz hosszát adja eredményül. Vegyük észre, hogy ez az értelmezés némileg szélesebb körű definíciót tesz lehetővé, mivel így a maradékos osztást a valós számokra is ki tudjuk terjeszteni. Tulajdonképpen ebből az értelmezésből vezette le Euklidész a róla elnevezett algoritmust, illetve a szakaszok összemérhetőségének fogalmát.

## Euklideszi gyűrűk
A fogalom általánosításával definiálható az euklideszi gyűrűk fogalma is: ha egy gyűrűben van egy norma, amire igaz, hogy minden elempár esetén a pár egyik tagját a másik tag egy gyűrűbeli elemmel való szorzatának és egy, a másik tagnál kisebb normájú elemnek az összegeként kaphatjuk meg. Röviden:
{\displaystyle \forall (a,b)\in R:\exists (q,r)\in R,(a=bq+r)\wedge \left(||r||<||b||\right)}